# Verwaltungsgemeinschaft Eichsfelder Kessel
La Communauté d'administration d'Eichsfelder Kessel (Verwaltungsgemeinschaft Echsfelder Kessel) réunit six communes de l'arrondissement d'Eichsfeld en Thuringe. Elle a son siège dans la commune de Niederorschel et a été créée le 4 février 1991.

La communauté d'administration d'Eichsfelder Kessel

La communauté regroupe 5 707 habitants en 2010 pour une superficie de 55,24 km2.
Communes (population en 2010) : 
- Deuna (960) ;
- Gerterode (390) ;
- Hausen (426) ;
- Kleinbartloff (431) ;
- Niederorschel (3 258) ;
- Vollenborn (242).